# Apostle Islands
Apostle Islands är en grupp om ca 20 öar i Lake Superior, numera främst känd för kulturhistoriska sevärdheter i form av ett antal fyrar som tidigare hade stor betydelse för handelssjöfarten i området. Den största ön i gruppen är Madeline Island.